# Luca Scacchi Gracco
Luca Scacchi, noto anche con lo pseudonimo di Gracco (Binago, 2 gennaio 1930 – Milano, 25 gennaio 2014), è stato un artista, gallerista e critico d'arte italiano. L'attrice Greta Scacchi
è sua figlia.

## Biografia
Luca Scacchi Gracco, all’anagrafe Emilio Scacchi, nacque a Binago, in provincia di Como, il 2 gennaio 1930, da Giuseppe Scacchi, imprenditore tessile e Cameriere segreto di spada e cappa di Sua Santità, e da Emilia Rüegg, originaria di Biberach, in Germania. Quarto di tredici fratelli, mostrò fin da giovane una spiccata passione per il disegno, accompagnata da un forte interesse per le lingue e i codici. Dopo aver completato gli studi superiori, si laureò in filosofia a Zurigo e proseguì con studi in chimica a Göttingen, avviando una lunga e poliedrica carriera tra arte e commercio.
Il soprannome "Gracco" gli fu attribuito da Pablo Picasso, che frequentava e considerava amico. Scacchi fece proprio questo appellativo, tanto da adottarlo come secondo cognome. È ricordato come uno dei maggiori scopritori di talenti del Novecento. Uomo dal carattere eclettico, grande viaggiatore e cosmopolita, parlava correntemente tedesco, inglese, francese, svedese e diversi dialetti arabi e africani. Intorno alla sua figura aleggiava un'aura di mistero: si raccontava, tra i frequentatori del Bar Jamaica di Milano, luogo a lui caro, che fosse persino stato un agente segreto, sebbene queste voci non abbiano mai trovato conferma.
La sua profonda conoscenza e intuizione artistica lo portarono a dedicarsi con passione al mestiere di gallerista. Nel 1956 aprì a Milano, in via Marco De Marchi 5, la galleria Luca Scacchi Gracco. Studio d'Arte Contemporanea, dove riuscì a esporre una decina di opere di Francis Bacon, anticipandone la fama di almeno un decennio. Fu anche lui a offrire ospitalità a Bacon in un suo garage a Londra, nei pressi di King's Road, durante un periodo difficile per l’artista, e a presentarlo a Godfrey Pilkington, direttore della Piccadilly Gallery. La galleria di Scacchi era celebre per la presenza di opere d'arte e oggetti provenienti da ogni parte del mondo, proprio per questa sua capacità intuitiva di riconoscere il bello;  dall'Iran con i tappeti, da New York con le lampade Tiffany - il primo a portarle a Milano - riuscendo ad acquistare e rivendere tra le migliori opere d'arte degli anni sessanta e settanta del XX secolo. 
Fu protagonista di importanti scambi culturali, come l'esportazione di Hope I (Die Hoffung I) di Gustav Klimt, oggi alla National Gallery of Canada, Ottawa. La sua galleria ospitò opere di George Grosz, Piero Manzoni, Sutherland, Henry Moore, ed altri non sempre riconosciuti nel circuito artistico italiano. Negli anni sessanta del Novecento fu considerato uno dei più brillanti mercanti d'arte in Italia. 
Nel 1983 avviò una collaborazione con Gilberto Sandretto in qualità di consulente per la raccolta di oggetti in bachelite e plastica destinati al futuro Museo della Plastica "Canon-Sandretto" di Pont Canavese (Torino). Nel 1986, in occasione delle esposizioni antologiche sulla storia della plastica a Düsseldorf e Londra, pubblicò il libro Pensieri di Plastica, edito da Mondadori. 
Ebbe quattro figli: Greta Scacchi e i due gemelli Tom e Paul, tutti e tre avuti da Pamela Risbey, ballerina del corpo di ballo Bluebell Girls e curatrice d'articoli d'antiquariato inglese. In seguito al divorzio e nel corso della relazione successiva con Laura Mureddu, nacque Sarah Georgette Scacchi Gracco. 
Come artista esordì nel 1955 con una personale alla Galerie Palette di Zurigo, dopo essere stato ospite, nell’estate del 1954, nello studio di Picasso a Cannes, grazie all’amico comune Jacques Prévert che glielo presentò a Parigi. Negli anni successivi espose a Stoccolma, a Monaco di Baviera e a Firenze, partecipando anche a collettive con artisti del calibro di Lucio Fontana, Piero Manzoni e i fratelli Giò e Arnaldo Pomodoro. Pur rallentando l’attività espositiva in seguito, continuò a dipingere, lasciando un interessante corpus di opere.
La galleria d'arte milanese rimase aperta per dodici anni con l'esposizione di 34 mostre, ma la critica cittadina, nel 1963 non apprezzò la sua scelta di esporre opere di Piero Manzoni, questo causò il ritiro dei finanziatori. La sua dichiarazione che ne seguì fu molto severa con la città lombarda:
(Luca Scacchi Gracco)
(Luca Scacchi Gracco)
(Luca Scacchi Gracco)
Era un uomo che con le sue dichiarazioni esprimeva la sua delusione e amarezza, tuttavia il suo estro fece sì che egli fosse un mercante d'arte, un artista e un critico con uno sguardo proiettato al futuro, per questo poco compreso dai suoi contemporanei.
Nel 2009, su iniziativa della pittrice Manuela Vallicelli, venne inaugurata la personale Ritorneranno le piramidi curata dalla stessa Vallicelli insieme a Scacchi e Grazia Chiesa, presso lo Studio D’Ars di Milano. All’inaugurazione parteciparono Jean Blanchaert e Philippe Daverio,che presentarono la mostra. Nel 2013 fu la volta di La riscoperta del caso Luca Scacchi Gracco, presso la Galleria Rubin di Milano, con il patrocinio di Daverio e Greta Scacchi, a cura di Blanchaert e Vallicelli. La mostra offriva una panoramica delle sue opere; il catalogo fu realizzato graficamente da Manuela Vallicelli con un testo di Daverio, e pubblicato da Oreste Genzini e Philippe Daverio.
Su iniziativa di Vittorio Sgarbi e Sergio Restelli, dal dicembre 2023 al marzo 2024, una selezione di opere, cataloghi, inviti e fotografie della sua collezione privata fu esposta al Mart di Rovereto nella mostra dal titolo Luca Scacchi Gracco. Artista e avventuriero, a cura di Denis Isaia e Manuela Vallicelli che realizzarono anche il catalogo dell'esposizione.

## Citazioni
Personaggi pubblici e critici d'arte riconobbero nello Scacchi una grande capacità critica ritenendolo tra i più estrosi del XX secolo:
(Giulio Carlo Argan)
(Philippe Daverio)
(Vincenzo Trione)
(Davide Di Maggio)

## Opere
- Luca Scacchi Gracco, Art Nouveau, Galleria Milano.
«Catalogo della mostra del 12 dicembre 1964: Catalogo di mostra, 12 dicembre 1964. Con 8 illustrazioni in nero (Spilloni di lavorazione belga - Vaso di Gallè di ispirazione Keshan - Fermaglio in argento di Robert Lalique - Broche di M. Mayer - fermaglio in argento proveniente da Bruxelles - Lampada a olio in English pewter - Vaso in vetro e metallo viennese - Inkpot proveniente dalla Scozia)»
- Luca Scacchi Gracco, Pensieri di plastica - Plastic thoughts, Milano, Arnoldo Mondadori Editore, 1986, OCLC 247233684.